# Ivan Vukušić
Ivan Vukušić (Zagreb, 8. rujna 1981.) hrvatski je radijski i televizijski voditelj, glazbeni producent te direktor Top Radija.
Bio je uključen u različite televizijske i radijske projekte, među kojima se ističu: „The Voice Hrvatska”, „Garaža” i „A strana”.
Odrastao je na zagrebačkoj Savici i u Dugavama. Glazbenom produkcijom počeo se baviti 2003.
Vukušić je karijeru započeo na zagrebačkoj televiziji Z1, nakon čega je prešao u radijski svijet gdje je deset godina radio kao voditelj. Značajan dio karijere proveo je na Radiju Antena Zagreb, gdje je šest godina vodio jutarnji program s Barbarom Kolar. Bio je direktor programa Enter radija.
Danas obnaša funkciju direktora Top Radija (101 MHz).
Na televizijskim ekranima, bio je voditelj emisije „Garaža” te glazbenog natjecanja „The Voice Hrvatska”. U voditeljskom radu često surađuje s Ivom Šulentić.
Od 2018. godine u vezi je s Ivonom iz Splita, s kojom se vjenčao u veljači 2023. godine. Par je dobio dijete kasnije iste godine.